# Suzanne Moore
Pour les articles homonymes, voir Moore.
Suzanne Lynn Moore, née le 17 juillet 1958, est une journaliste britannique, lauréate en 2019 du prix Orwell. Elle est durant 25 ans journaliste au Guardian, dont elle démissionne en novembre 2020 après qu'une tribune dans laquelle elle défendait une universitaire jugée transphobe a provoqué une pétition de collaborateurs de ce quotidien.

## Biographie
Suzanne Moore est la fille d'un père américain et d'une mère britannique de la classe ouvrière, qui se sont séparés pendant son enfance. Elle grandit à Ipswich et fréquente l'établissement d'enseignement secondaire Northgate Grammar School pour les filles,.
Après divers emplois en Grande-Bretagne et à l'étranger, y compris comme serveuse ou dans des magasins et dans la vente à domicile, Moore prépare un diplôme de psychologie au Middlesex Polytechnic, mais est rapidement passée aux études culturelles. Elle commence un doctorat et une carrière de journalisme simultanément après l'obtention de son diplôme.
Au cours de sa carrière, Moore a écrit pour Marxism Today, The Mail on Sunday, Daily Mail, The Independent et New Statesman. Elle effectue la majeure partie de sa carrière au quotidien The Guardian, depuis les années 1990 jusqu'à sa démission en 2020.
Pour Peter Wilby du New Statesman, Suzanne Moore est « l'une des journalistes les plus talentueuses de sa génération et une pionnière féministe ».

## Démission du Guardian
En mars 2020, à la suite de la publication d'un article d'opinion rédigé par Moore dans The Guardian, intitulé « Women must have the right to organise. We will not be silenced » [Les femmes doivent avoir le droit de s'organiser. Nous ne serons pas réduits au silence]. Cet article défend Selina Todd (en), une professeure d’Oxford qui avait été déprogrammée d’un colloque du National Women's Liberation Conference (en), commémorant la libération des femmes que cette dernière avait contribué à organiser, parce qu'elle s’était auparavant adressée à un groupe jugé « transphobe », Moore poursuivait en expliquant sa propre opinion selon laquelle, bien que le genre soit une « construction sociale » - les filles ne devant pas être féminines de manière conventionnelle ni les garçons masculins - le sexe ne l'est pas. 
Le Guardian reçoit une lettre signée par 338 collaborateurs, qui vise Suzanne Moore sans la nommer, et rejette la conclusion de son article, selon laquelle « le plaidoyer pour les droits des trans constitue une menace pour les femmes cisgenres » et affirmant que le « contenu transphobe [de l'article] interférait » avec leur travail. La lettre est signée par des politiciens tels que Siân Berry, Christine Jardine, Nadia Whittome et Zarah Sultana, des écrivains et des journalistes dont Ash Sarkar et Reni Eddo-Lodge. Le Guardian publie cette lettre aux côtés d'autres demandes en réponse à l'article, favorables ou critiques.
En septembre 2020, The Telegraph indique que Suzanne Moore  a reçu une protection policière quelques années plus tôt, en lien avec des menaces de viol et de meurtre, pour elle et ses enfants, après avoir écrit que les femmes ne devaient pas être réduites au silence.
Le 16 novembre 2020, Suzanne Moore annonce qu'elle a quitté le Guardian, mettant un terme à une collaboration ayant commencé dans les années 1990,. Son départ est commenté par plusieurs titres de presse,,,.

## Distinctions
- 2019 : prix Orwell[13]